# سیارک ۹۹۶
سیارک ۹۹۶ (به انگلیسی: 996 Hilaritas، نامگذاری:1923NM) نهصد و نود و ششمین سیارک کشف شده‌است که در ۲۱ مارس ۱۹۲۳ و در وین کشف شد.
قدر مطلق سیارک برابر ۱۰٫۸۸ است.